# The Bell
The Bell (з англ. — «Дзвін») — інтернет-видання та інформаційний бюлетень. Заснувала в 2017 році в Росії журналістка Єлизавета Осетинська. Видання спеціалізується на бізнес-новинах. Головний редактор — Ірина Малкова.

## Історія
The Bell був створений 6 червня 2017 року Єлизаветою Осетинською, колишнім шеф-редактором РБК і колишнім головним редактором «Ведомостей» і російській версії Форбс. У цей час вона проходила стажування в Стенфордському університеті (США) за програмою Knight Journalism Fellowship.
The Bell був створений як стартап із розсилкою новин по електронній пошті та інтернет-видання. Проект був запущений на гроші знайомих Осетинской.
У жовтні 2020 року Анфіса Вороніна, з 2014 по 2016 рік була заступником головного редактора РБК, а з 2016 по 2020 рік керувала проектом «Вєдомості», змінила Олександра Амзіна на посаді видавця The Bell.
29-30 серпня 2021 року сайт видавництва зламали, а 2 вересня з ним створили поштову розсилку з пропозицією бойкота виборів до Державну думу і закликом вийти в день голосування на пікети.
Після початку Російське вторгнення в Україну доходи від реклами у виданні впали на 80-90%.
4 березня 2022 року у зв'язку з прийняттям «закон про військову цензуру» The Bell вирішила повністю припинити освідчувати вторгнення щодо блокування блокування сайту видання, зосередившись на висвітленні його в подальшому.
1 квітня 2022 року Мінюст Росії внесло видавця The Bell Єлизавету Осетинську та головного редактора видання Ірину Малкову в реєстр ДМІ — «іноземних агентів».
За даними видання «Проект», співробітники The Bell поїхали в Тбілісі, Грузія.
9 грудня 2022 року Мінюст вніс The Bell в єдиний реєстр іноземних агентів. 
19 лютого 2023 був обмежений доступ до новин сайту.

## Опис
Проект побудовано за типом Axios, The Information, Finimize і The Skimm.
У штаті видання працюють 7 співробітників, які раніше працювали в РБК, Republic, Reuters. The Bell співпрацює з компанією Setka за технічними питаннями.
В рамках видання існує авторський проект Єлизавети Осетинської «Русскіє норми!» з серією інтерв'ю з підприємцями російського походження, які досягли успіхів за рубежем.
За станом на грудень 2017 року аудиторія The Bell у поштовій розсилці становить 15 000 осіб на день. За станом на середину січня 2021 року на офіційному каналі в Telegram — понад 86 тисяч підписників.

## Нагороди
За станом на серпень 2022 року журналісти видали п’ять разів становлення лауреатом премії «Редколегія»:
- В грудні 2017 року Світлана Рейтер за статтю «„Я був завербований“: хакер з Єкатеринбурга взяв на себе відповідальність за зломи в США»;
- В липні 2019 року Анастасія Стогней, Роман Баданин та Ірина Малкова за статтю «„Комерческіє ребята“: как ФСБ кришіт россійскіє банки»;
- В листопаді 2019 року Ірина Панкратова за статтю «Кібермонархія Константина Малофєєва: як влаштований бізнес православного мільярда»;
- В січні 2020 року Катя Ареніна за статтю «Страна налічія: як влади 10 років боролися з обналом і хто переміг»;
- В липні 2022 року Ірина Панкратова за статтю «Война и мир в TikTok. Як російські «тікток-хауси» перетворилися в офіси військової пропаганди».